# Six coursiers du mausolée Zhao
Les six coursiers du mausolée Zhao (chinois : Zhāolíngliùjùn) sont un ensemble de six bas-relief en pierres de calcaire de haute qualité, créé sous la dynastie Tang chinoise (618-907). Les bas-relief mesurent chacun 2 mètres de large et 1,7 mètre de haut. Ils représentent six chevaux de combat différents. Pendant plus de 1 200 ans, ces bas-relief se sont trouvés le long de la porte nord du mausolée de Tang Taizong, au nord du Xi'an en Chine. 
Les six chevaux représentés sont personnellement sélectionnés par l'empereur Taizong, et représentent ses succès sur les champs de bataille et dans la conquête du pouvoir. Ces chevaux, qui sont tous nommés, sont Quanmaogua, Shifachi, Baitiwu, Telebiao, Qingzhui et Saluzi (Rosée d'automne). L'empereur Taizong a écrit un éloge personnel à chacun d'eux. Dans les années 1910, ces bas-relief ont été déplacés de Zhaoling, et deux d'entre eux ont quitté la Chine, pour se retrouver en possession de l'University of Pennsylvania Museum of Archaeology and Anthropology, aux États-Unis, où ils se trouvent encore de nos jours. Les quatre autres bas-reliefs de chevaux se trouvent au musée Beilin à Xi'an, en Chine. Les Six coursiers du mausolée Zhao sont des trésors artistiques importants pour la Chine.

## Histoire
Fondée en 618 par Li Yuan et son fils Li Shimin, la dynastie Tang fut l'une des plus importantes de la Chine. Li Shimin est devenu le deuxième empereur de la dynastie Tang en 626, après avoir tué deux de ses frères lors de l'incident de la porte de Xuanwu. Sous le nom d'empereur Tang Taizong, Li Shimin devient l'un des empereurs les plus prospères de Chine jusqu'à sa mort, en 649.
En 636 l'empereur Taizong ordonne la création de six bas-relief de pierre. Ils sont présumés avoir été terminés en 649, quand l'empereur est mort. Taizong a été enterré la même année à Zhaoling, où ces six bas-reliefs de chevaux ont été placés. Le tombeau est ensuite demeuré en l'état pendant plus de 1200 ans. En 1909, des photographies des bas-reliefs des six coursiers du mausolée Zhao sont publiées dans la presse occidentale, ce qui attire la convoitise de nombreux antiquaires.
Après la révolution de Xinhaire, en 1912 ou 1913, deux des bas-reliefs (Quanmaogua et Saluzi) sont volés à Zhaoling, mais plus tard saisis par les autorités de la province du Shaanxi. Les bas-reliefs ont été envoyés à Pékin en 1915, sur ordrs du président chinois d'alors, Yuan Shikai. Puis ces bas-reliefs ont été vendus par un intermédiaire à l'antiquaire marchand Lu Qinzhai (卢 芹 斋), connu dans le monde occidental sous le nom de C. T. Loo. Dans le cadre de ce même vol, les quatre bas-reliefs restants de Zhaoling ont pu être confisqués par les autorités locales. Ces quatre bas-reliefs (Shifachi, Baitiwu, Telebiao et Qingzhu) ont été stockés après la saisie dans la bibliothèque provinciale de Shaanxi jusqu'aux années 1950, où ils ont été transférés au musée Beilin à Xi'an, où ils se trouvent encore,.
Les deux premiers bas-reliefs volés sont expédiés aux États-Unis quelque temps avant mars 1918. Les données lorsque les peintures ont quitté la Chine vont de 1914 à 1918,. Les deux bas-relief sont vendus par C .T. Loo à l'University of Pennsylvania Museum of Archaeology and Anthropology pour 125 000 $. Le musée a rencontré des difficultés pour gérer le financement, ce qui signifie qu'il y avait une longue tractation qui a duré entre 1918 et 1921. L'accord a été résolu par la suite, Eldridge R. Johnson a acheté les bas-reliefs et en a fait don au musée.
En 2010, trois experts de Chine sont allés aux États-Unis pour aider à reconstruire les deux bas-reliefs fissurés en Pennsylvanie. La Chine fait pression sur les États-Unis pour qu'ils renvoient les salaires de l'endoprothèse à la Chine.